# Barbora Michálková
Barbora Michálková (* 3. April 2006) ist eine tschechische Tennisspielerin.

## Karriere
Michálková spielt bislang vor allem Turniere der ITF Women’s World Tennis Tour, wo sie bislang aber noch keinen Titel gewinnen konnte.
2020 erreichte sie mit einem 6:4, 3:6 und 6:2 über Nikola Kopřivová und 6:7, 6:4 und 6:2 über Natalia Šálková das Viertelfinale der tschechischen Hallenmeisterschaften, das sie wegen einer Rückenverletzung nicht bestreiten konnte.
2022 erhielt sie zusammen mit ihrer Partnerin Tereza Poláková eine Wildcard für das Hauptfeld im Damendoppel der mit 25.000 US-Dollar dotierten Schönbusch Open, wo die beiden aber nicht antraten und kampflos gegen Karolína Kubáňová und Ivana Šebestová verloren. Ende August qualifizierte sie sich für das Hauptfeld der mit 60.000 US-Dollar dotierten Kuchyně Gorenje Prague Open, wo sie in der ersten Runde gegen Elizabeth Halbauer mit 7:5, 5:7 und 1:6 verlor.
2024 trat sie Ende April zusammen mit ihrer Partnerin Adéla Látalová im Hauptfeld des Damendoppels der Advantage Cars Prague Open an, wo die beiden ihre Erstrundenbegegnung gegen das topgesetzte Doppel Amina Anschba und Anastasia Dețiuc mit 3:6 und 0:6 verloren.
In der tschechischen Liga spielte Michálková von 2017 bis 2020 für den TK Olymp Praha, 2021 bis 2023 für den LTC Mladá Boleslav z.s. und ab 2023 für den TK AGROFERT Prostějov.